# Paranagnia pseudoafra
Paranagnia pseudoafra är en insektsart som beskrevs av Rauno E. Linnavuori 1976. Paranagnia pseudoafra ingår i släktet Paranagnia och familjen Dictyopharidae. Inga underarter finns listade i Catalogue of Life.